# Parlamentswahl in Italien 1909
- PSI: 41
- PR: 48
- PRI: 23
- Sinistra: 329
- UECI: 18
- PLC: 44

Die Parlamentswahl in Italien 1909 fand am 7. März und am 14. März 1909 statt.
Die Legislaturperiode des gewählten Parlaments dauerte vom 24. März 1909 bis zum 29. September 1913.

## Ergebnisse
2.930.473 Personen (8,3 % der Bevölkerung) besaßen das Wahlrecht. Davon beteiligten sich 1.903.687 (65,0 %) an der Wahl.
| Partei                               | Anzahl der Stimmen | Prozent | Mandate |
| ------------------------------------ | ------------------ | ------- | ------- |
| Historische Linke                    | 0.995.290          | 054,4 % | 329     |
| Partito Socialista Italiano          | 0.347.615          | 019,0 % | 041     |
| Partito Radicale Italiano            | 0.181.242          | 09,9 %  | 048     |
| Partito Liberale Costituzionale      | 0.108,029          | 05,9 %  | 044     |
| Partito Repubblicano Italiano        | 0.081.461          | 04,4 %  | 023     |
| Unione Elettorale Cattolica Italiana | 0.073.015          | 04,0 %  | 018     |
| Unabhängige                          | 0.041.213          | 02,2 %  | 0       |
| Insgesamt                            | 1.903.687          | 100,0 % | 508     |

Die PSI konnte die starken Gewinne der vorigen Wahlen nicht fortsetzen gewann jedoch auf Grund des Mehrheitswahlrechtes 12 Sitze hinzu. Dagegen waren die Konstitutionellen auf die Größe von PRI und UECI geschrumpft.